# Вірський Павло Павлович
Павло́ Па́влович Ві́рський (нар. 12 (25) лютого 1905, Одеса — 5 липня 1975, Київ) — український танцівник і хореограф, Народний артист СРСР (1960).

## Життєпис
Народився 12 (25 лютого) 1905 року в Одесі в купецькій родині. В 1926 році закінчив Одеське музично-драматичне училище, 1928 — Московський театральний технікум. Член КПРС з 1946 року.
Артист балету і балетмейстер у театрах Одеси, Харкова, Дніпра, Києва, військових ансамблів.
Організатор (1937), балетмейстер (до 1940), художній керівник (1955–1975) Ансамблю танцю УРСР. У своїй творчості розвив знахідки і традиції, закладені Михайлом Андрійовичем Соболем.
Влітку 1972 року на одному з найбільших сценічних майданчиків Вашингтона «Вулф треп» перебував з ансамблем, виступи тривали два місяці.

Могила Павла Вірського

Проживав в Києві. Помер 5 липня 1975 року. Похований в Києві на Байковому кладовищі.

## Творчість
Танці і хореографічні картини:
- «Чумацькі радощі»,
- «Гопак»,
- «Рукодільниці»,
- «Запорожці»,
- «Флотилія „Радянська Україна“»,
- «Ляльки»,
- «Повзунець»,
- «Шевчики»,
- «Зимова казка» (одноактний балет).

Багато хореографічних композицій Вірського зафіксовано у виданні «У вихорі танцю» (випуски 1-6, 1977—1982).

## Відзнаки і нагороди
- 29 серпня 1942 Президія ВР УРСР видала Указ про присвоєння почесного звання заслуженого артиста УРСР художньому керівнику Ансамблю червоноармійської пісні і танцю Південно-Західного фронту Павлу Вірському.
- 1950 — Сталінська премія.
- 1965 — Державна премія УРСР імені Тараса Шевченка за створення концертної програми (1964) Державного заслуженого ансамблю танцю УРСР.
- 1970 — Державна премія СРСР.

Нагороджений орденами Червоного Прапора і Червоної Зірки, а також медалями.

## Пам'ять
З 1977 року Національний заслужений академічний ансамбль танцю України носить його ім'я.
В 1983 році в Києві, на будинку по вулиці Малій Житомирській, 10 де він жив в 1969–1975 роках встановлено меморіальну дошку (бронза, барельєфний портрет; скульптор Н. Д. Марченко, архітектор Т. Г. Довженко).
21 лютого 2005 року Національним банком України в серії «Видатні особистості України» в обіг була випущена нейзильберова 2-гривнева пам'ятна монета накладом 20 000 штук, присвячена 100-річчю від дня народження хореографа.
2005 року Поштою України була випущена поштова марка номіналом 45 копійок, присвячена 100-річному ювілею Павла Вірського.
Постановою № 184-VIII Верховної Ради України від 11 лютого 2015 року 110 років з дня народження відзначатиметься на державному рівні.
В журналі «Перець» № 4 за 1975 р. розміщено дружній шарж А. Арутюнянца з нагоди 70-річчя П. Вірського
2020 року на Алеї Зірок, що на Театральній площі в Одесі, з'явилась «зірка» Павла Вірського.
У місті Буча є вулиця Павла Вірського.
16 грудня 2021 року у Києві вулицю Саратовську перейменували на Бульвар Павла Вірського.
19 квітня 2023 року у місті Краматорськ провулок Ангарський перейменували на провулок Павла Вірського.
У місті Дніпро перейменували вулицю Собінова на вулицю Павла Вірського.
У місті Миколаїв вулицю 8 Березня (Мала Корениха) перейменували на вулицю Павла Вірського.
У місті Кривий Ріг вулицю Шевцової перейменували на вулицю Павла Вірського.

## Галерея

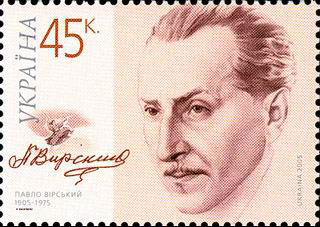
Поштова марка "Павло Вірський" (Україна, 2005)
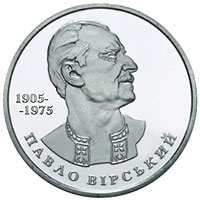
Монета "Павло Вірський"